# 北海道道990号深川砂川自転車道線
北海道道990号深川砂川自転車道線（ほっかいどうどう990ごう ふかがわすながわじてんしゃどうせん）は、北海道深川市から砂川市に至る一般道道である。

## 概要
自転車歩行者専用道路。一部未成区間がある（迂回路あり）。

### 路線データ
- 起点 : 北海道深川市4条
- 終点 : 北海道砂川市
- 総延長[1]
  - 計画延長 : 46.4 km
  - 供用区間 : 43.7 km

## 歴史
- 1980年（昭和55年）6月3日 - 路線認定[2]。

## 路線状況

### 道路施設
- 妹背牛橋 : 妹背牛町字妹背牛 - 深川市音江町字稲田
- 空知大橋 : 滝川市新町3丁目 - 砂川市空知太西六条7丁目

## 地理

### 通過する自治体
- 空知総合振興局
  - 深川市
  - 雨竜郡妹背牛町
  - 雨竜郡雨竜町
  - 滝川市
  - 樺戸郡新十津川町
  - 砂川市

### 交差する道路
深川市
- 北海道道57号旭川深川線 - 3条16番
- 国道233号（直接の接続は無し）
- 北海道道94号増毛稲田線（重複）

滝川市
- 北海道道279号江部乙雨竜線（迂回区間、重複）
- 国道451号
- 国道451号滝新バイパス

砂川市
- 国道12号（重複）
- 北海道道283号砂川新十津川線